# یزن‌آباد

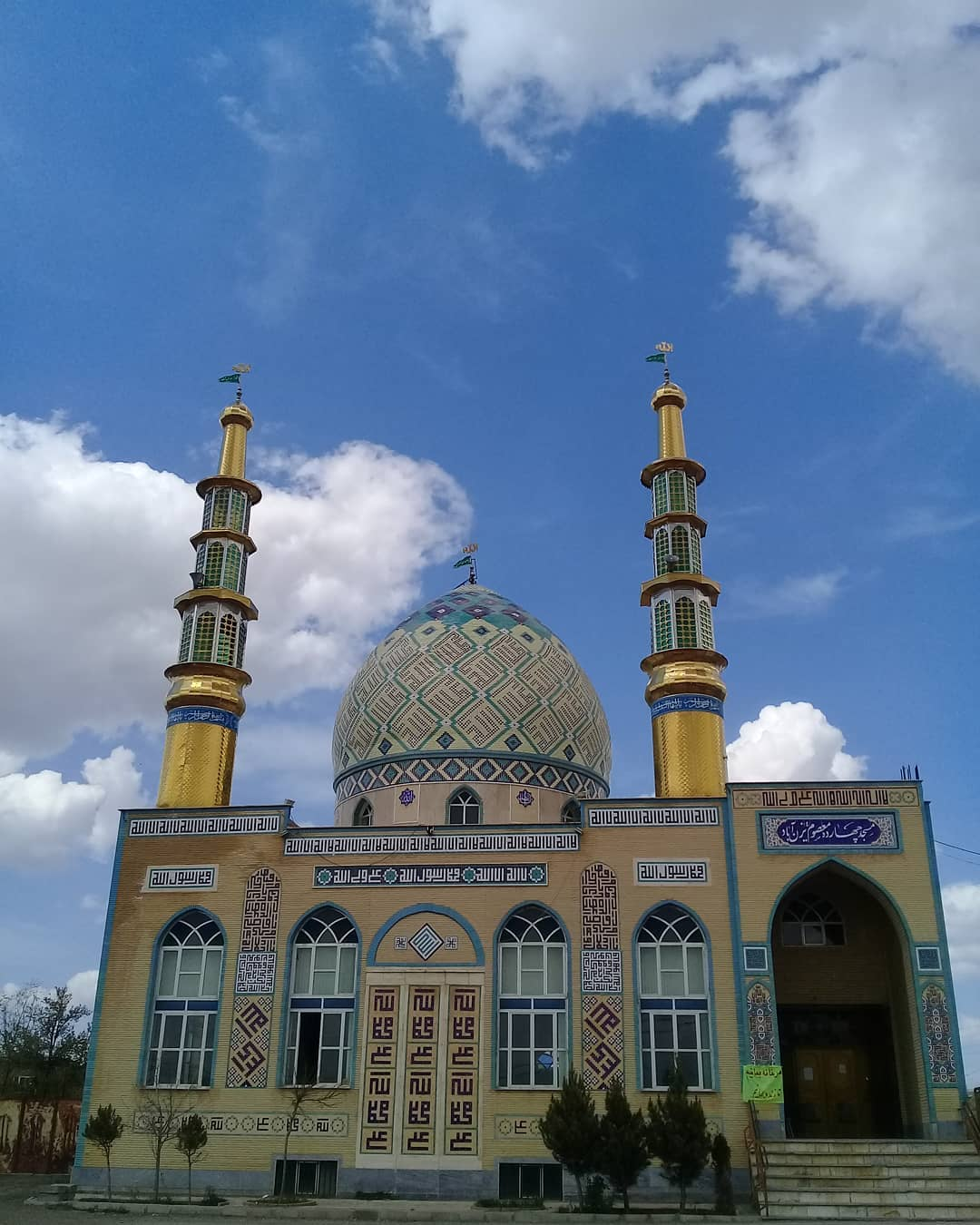

یزن‌آباد روستایی است که در استان اردبیل، شهرستان نمین، بخش مرکزی، دهستان دولت‌آباد قرار دارد.
روستای یزن آباد یکی از بزرگترین روستا های شهرستان نمین در استان اردبیل می باشد، جمعیت این روستا براساس آخرین سرشماری ۱۲۳ نفر می باشد که جمعیت جوان این روستا بیشتر می باشد، روستای یزن آباد به گفته مسئولان شهرستان نمین به لحاظ توجه خانواده ها به تحصیل فرزندانشان جزو با فرهنگ ترین روستا ها در سطح استان می باشد، سطح سواد در این روستا بالای 9% می باشد و روز به روز به افراد تحصیل کرده هم آقایان و هم بانوان به خصوص در سطح آکادمیک افزوده می شود
روستای یزن آباد به جهت قرار گرفتن در سه راهی مغان-اردبیل و بزرگراه بین المللی شهید دادمان دارای موقعیت جغرافیایی ویژه ای می باشد هم چنین این روستا با داشتن بیش از 3600هکتار زمین در منطقه نمین جزو اولین ها از لحاظ زمین های زراعی و باغی می باشد . عمده فعالیت مردم این روستا کشاورزی(اکثرا گندم-جو-عدس) – دامداری(اکثرا گاو–گوسفند) و باغداری در سطح محدود(اکثرا سیب-البالو-گلابی) می باشد. روستای یزن آباد از لحاظ آب و هوا معتدل و چهار فصل می باشد و از لحاظ آب و هوایی به شهرستان نمین نزدیک است. وجه تسمیه این روستا(یزن آباد) نیز جالب می باشد اگر بخواهیم بطور خلاصه بیان کنیم کلمه(یِزن=/yezn/) در زبان ترکی به معنای (داماد) می باشد و (یزن آباد) هم یعنی جایی که بدست داماد آباد شده است.  همانطور که گفته شد این روستا بدلیل قرار گیری در یک موقعیت خاص جغرافیای و رفت و آمد های زیاد از لحاظ تاریخی نیز این روستا جزو روستا های با قدمت  بالا می باشد.

## جمعیت
بر اساس سرشماری سال ۱۳۸۵ جمعیت این روستا ۳۰۴۵ نفر با ۴۰۸ خانوار بوده‌است.